# Bryum rubrolimbatum
Bryum rubrolimbatum är en bladmossart som beskrevs av Brotherus 1910. Bryum rubrolimbatum ingår i släktet bryummossor, och familjen Bryaceae. Inga underarter finns listade i Catalogue of Life.